# Kompleks Edypa
Ten artykuł opisuje teorie, metody lub czynności niezgodne ze współczesną wiedzą medyczną.

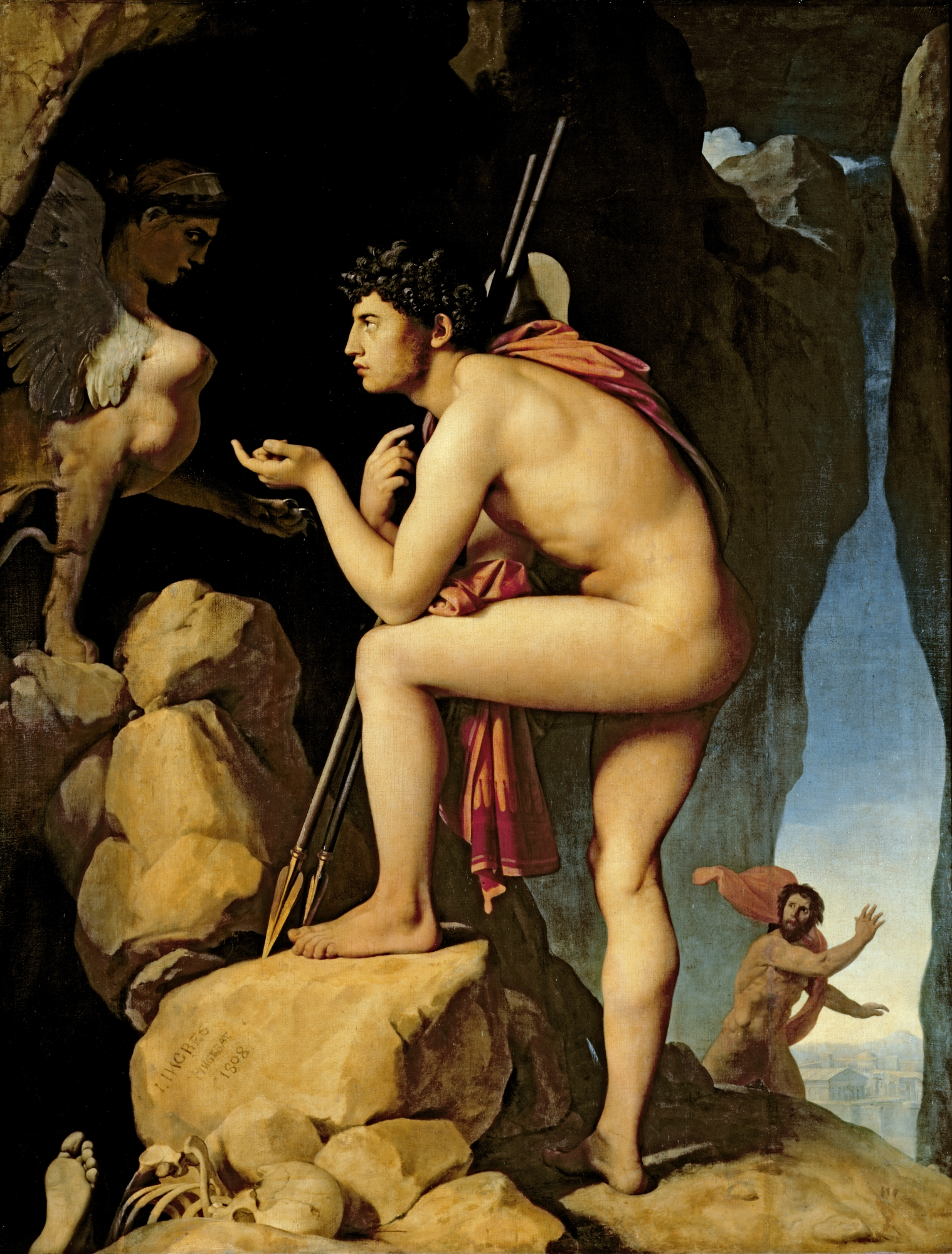
Edyp opisujący zagadkę Sfinksa (autor: Jean-Auguste-Dominique Ingres, ok. 1805)

Kompleks Edypa – pojęcie wprowadzone do psychoanalizy przez Zygmunta Freuda; rodzaj konfliktu: kateksja lub antykateksja.
Mitycznym prawzorem jest Edyp, grecki król Teb, który, nie znając swoich biologicznych rodziców, zabił ojca, a potem ożenił się z matką i miał z nią dzieci.
Ma to być powszechne zjawisko wśród dzieci między 3. a 5. rokiem życia (faza falliczna rozwoju psychoseksualnego), polegające na pragnieniu seksualnego związku z rodzicem płci przeciwnej, przy jednoczesnej chęci pozbycia się rodzica tej samej płci jako rywala seksualnego.
Konflikt edypalny różnie przebiega zależnie od płci dziecka:
- Kazirodcze pożądanie matki oraz wrogość wobec ojca owocuje lękiem przed karą ze strony ojca – jest to lęk przed kastracją (lęk kastracyjny). Lęk ten sprawia, że ostatecznie chłopiec wypiera seksualne pożądanie matki oraz wrogość wobec ojca. Jednocześnie zaczyna się identyfikować z ojcem, co daje mu możliwość zastępczego zaspokojenia seksualnych impulsów (identyfikacja pełni tu rolę mechanizmu obronnego). Wyparcie kompleksu Edypa ostatecznie powoduje ukształtowanie się superego.
- Rozwój kompleksu Edypa u dziewcząt (Carl Gustav Jung określał go jako kompleks Elektry, Zygmunt Freud dystansował się od tego określenia) jest bardziej skomplikowany. O ile u chłopców faza falliczna rozpoczyna się kompleksem Edypa, a kończy kompleksem kastracyjnym, o tyle u dziewczynek jest na odwrót; kompleks kastracji wprowadza je w tematykę różnicy seksualnej i tworzy podłoże do nawiązania relacji z rodzicem płci przeciwnej. Odpowiednikiem lęku kastracyjnego jest tu zazdrość o członek (wspólnie oba zjawiska nazywa się kompleksem kastracyjnym). Dziewczynka zobaczywszy, że pod względem falliczności nie może konkurować z chłopcem, odwraca się od typowo męskiej aktywności fallicznej. Rozluźnia się także jej związek z matką, a obiektem staje się ojciec – jako ten, który ma fallusa. Kompleks Edypa u chłopców radykalnie kończy się kompleksem kastracyjnym. U dziewczynek nie następuje definitywne rozwiązanie kompleksu Edypa. Jednym ze skutków jest słabsze ukształtowanie superego.[2]

Kompleks Edypa zapoczątkowuje kwestię identyfikacji seksualnej. Według Freuda wcześniejsza seksualność dzieci obu płci była niezróżnicowana (czyli męska – falliczna).
Prawidłowe rozwiązanie kompleksu Edypa ma determinować życie emocjonalne dorosłego człowieka. W psychoanalizie jest to jeden z podstawowych kompleksów libido.
Freud usiłował tłumaczyć kompleksem Edypa mnóstwo ludzkich zachowań. W praktyce jednak nigdy nie udowodniono nawet realnego istnienia tego kompleksu. Jego domniemane skutki często łatwiej wytłumaczyć w inny sposób (np. lęk przed kobietami może być po prostu efektem traumy pierwszych prób nawiązania erotycznego kontaktu).

## Proces rozwiązania kompleksu Edypa i rola rodziców
Rozwiązanie kompleksu Edypa jest kluczowym etapem w rozwoju psychoseksualnym dziecka. Nie jest to jednorazowe wydarzenie, lecz raczej proces, w którym dziecko stopniowo rezygnuje z pierwotnych pragnień i identyfikuje się z rodzicem tej samej płci. Rodzice odgrywają w tym procesie niezwykle istotną rolę. Poprzez okazywanie miłości i akceptacji dziecku, przy jednoczesnym wyznaczaniu jasnych granic i niepodsycania nieadekwatnych oczekiwań, pomagają dziecku w przepracowaniu konfliktu. Ważne jest, aby rodzice byli świadomi emocji dziecka i reagowali na nie w sposób wspierający, nie wywołując poczucia winy czy wstydu. Zrozumienie i akceptacja uczuć dziecka, przy jednoczesnym konsekwentnym trzymaniu się ról rodzicielskich, umożliwia zdrowy rozwój tożsamości płciowej i ukształtowanie dojrzałych relacji w przyszłości. 

## Znaczenie kompleksu Edypa dla rozwoju dorosłego
Prawidłowe przepracowanie kompleksu Edypa ma fundamentalne znaczenie dla rozwoju emocjonalnego i społecznego dorosłego człowieka. Skuteczne rozwiązanie konfliktu edypalnego prowadzi do ukształtowania silnego superego, zdolności do tworzenia zdrowych i satysfakcjonujących relacji interpersonalnych oraz dojrzałej tożsamości płciowej. Natomiast nierozwiązany kompleks Edypa może skutkować różnego rodzaju trudnościami w dorosłym życiu, w tym problemami w bliskich związkach, niepewnością co do swojej roli płciowej, a także innymi zaburzeniami psychicznymi. Dlatego też zrozumienie dynamiki tego okresu rozwojowego jest tak istotne dla psychologii i psychoterapii. 

## Współczesne perspektywy na kompleks Edypa
Współczesna psychologia, choć nadal uznaje znaczenie wczesnych doświadczeń w kształtowaniu osobowości, poddaje niektóre aspekty teorii kompleksu Edypa krytyce i modyfikacjom. Podczas gdy koncepcja uniwersalnego, seksualnego pragnienia wobec rodzica płci przeciwnej jest kwestionowana przez wielu badaczy, to jednak znaczenie wczesnych relacji z rodzicami dla rozwoju psychicznego dziecka pozostaje niezaprzeczalne. Współczesne teorie psychodynamiczne często koncentrują się na szeroko rozumianej dynamice relacji rodzinnych, w tym na procesach identyfikacji, internalizacji i kształtowaniu wewnętrznych modeli relacji. Idee Freuda, mimo swojej historycznej specyfiki, nadal stanowią ważny punkt odniesienia w zrozumieniu złożonych mechanizmów psychicznych rządzących naszymi emocjami i zachowaniami, a koncepcja kompleksu Edypa przyczyniła się do zwrócenia uwagi na kluczową rolę wczesnego dzieciństwa w rozwoju osobowości. 

## Krytyka koncepcji
W psychologii ewolucyjnej kompleks Edypa jest odrzucany, natomiast występujący konflikt między dziećmi a rodzicami tłumaczony jest w następujące sposoby:
- Zgodnie z teorią inwestycji rodzicielskich Triversa istnieje konflikt między dziećmi a rodzicami, jeżeli chodzi o dostęp do środków, których pragną dzieci, a których nie chcą dać im rodzice. Konflikt ten jest niezależny od płci dziecka i rodziców.
- Konflikt między dziećmi a rodzicami tej samej płci występuje u dorastających synów i ich ojców ze względu na ich konkurencyjność, jeżeli chodzi o dostęp do kobiet.

W obu tych przypadkach biorąc pod uwagę wskaźnik konfliktu jakim jest dzieciobójstwo, w badaniach opublikowanych w roku 1990 na podstawie statystyk zabójstw dzieci w Kanadzie i Chicago okazało się, że dzieci obojga płci zabijane są w wieku 5–6 lat przez rodziców niezależnie od płci osoby dokonującej dzieciobójstwa, natomiast w przypadku dzieci dorastających najczęściej zabijani są synowie przez swoich ojców – 60% przypadków, 27% to zabójstwa córek przez swoich ojców.
Edward Wilson natomiast dowodził, że kompleks Edypa nie może, jak zakładał Freud, być kulturowym mechanizmem hamującym instynkty kazirodcze, ponieważ występowanie tego typu wrodzonych tendencji prowadziłoby do chowu wsobnego, co musiałoby być szybko wyeliminowane w procesie ewolucji. Tym samym pożądanie osoby spokrewnionej nie może być uwarunkowane biologicznie.

## Literatura
- David Buss, Psychologia ewolucyjna, Gdańskie Wydawnictwo Psychologiczne, Gdańsk 2003, s. 145–147.